# 王显政
王显政（1946年8月—），男，辽宁彰武人，中华人民共和国政治人物。曾任国家安全生产监督管理局首任局长、中共中央纪律检查委员会委员。

## 生平
1946年8月生於辽宁，後於辽宁省阜新矿业学院采煤专业学习。1982年加入中国共产党。1995年出任煤炭工业部副部长。2001年调任山西，出任山西省人民政府副省长。2002年调任国家安全生产监督管理总局任局长、党组书记。同年中共十六大上，被选为中共中央纪律检查委员会委员。2005年，被免去国家安全生产监督管理总局局长职务，由李毅中接任，改任副局长。2008年，被选为全国政协常务委员会委员兼全国政协提案委员会副主任。不再兼任国家安监总局副局长。